# PTF11kx
PTF11kxとは、やまねこ座の方向に地球から約6億光年離れた銀河に出現したIa型超新星である。

## 概要
PTF11kxは、パロマートランジエントファクトリー（Palomar Transient Factory 英語）を使って発見された。PTF11kxは、スペクトル線に異常に強く鋭いカルシウムの吸収線が見られたことから、PTF11kxの周囲に比較的速度の遅いガスが存在し、それを超新星爆発の光が通過することによって、高温のガス中のイオンに吸収されて吸収線が生じると考えられ、光の変化を観測し続けられた。その結果、最初の観測から58日後に、カルシウムの吸収線が輝線へと変化したことが観測された。これは、超新星爆発によって放出された物質が、ガスを通過したことを示している。しかし、別の吸収線は変化せず、その速度はさらに遅いことがわかった。つまり、このようなPTF11kxを包むガスが何層にもわたって存在することが示されている。

## 新星との関連
このような何重にも重なるガス層は、これまでのIa型超新星の観測では見つかったことがなかった。また、Ia型超新星を起こす白色矮星の伴星である赤色巨星が恒星風として放出した星間物質に、超新星爆発の物質が衝突する例はこれまで観測されたことはあるが、PTF11kxの場合は、このガスの速度は恒星風と考えるには速度が速かった。
このような超新星は次のような理由によって説明される。まず、Ia型超新星を起こす白色矮星と赤色巨星の連星において、白色矮星に赤色巨星の物質が降り積もる。このとき降り積もった水素が限界値を超えて核融合反応を起こすと、急激な核融合反応によって爆発が生じ、新星として観測される。しかし、新星爆発によっては、降り積もった全ての物質が爆発によって放出されないことがあり、その場合はいつかは白色矮星としての限界であるチャンドラセカール限界を超える。このときに白色矮星内での炭素の核融合が暴走し、白色矮星が粉々に吹き飛ぶ大爆発を起こす。これがIa型超新星である。このような新星爆発を起こす天体が、新星爆発を何度か起こした後にIa型超新星を起こす可能性は指摘されていたが、それを証明する実例はPTF11kxが初めてである。最後の新星爆発は、おそらく数十年前に起こったと考えられている。
近年、これまで知られていないタイプのIa型超新星としてPTF11kxのほかにSN 2011feが発見されており、標準光源として利用されているIa型超新星には複数のタイプがある可能性が示されている。すなわち、Ia型超新星は、最終的に起こす爆発のエネルギーは同じであるが、それにいたるプロセスに複数のパターンがある可能性、あるいは、同じと思われていたIa型超新星にも複数の規模がある可能性を示している。